# Lijst van Vlaamse ministers van Financiën en Begroting
Dit is een lijst van ministers van Financiën en Begroting in de Vlaamse regering. 
Op federaal niveau worden deze twee bevoegdheden vaak aan verschillende ministers toegekend, maar op Vlaams niveau is hier doorgaans dezelfde minister voor bevoegd.

## Lijst
| Nr. | Minister | Minister                    | Partij | Partij         | Begin             | Einde             | Regering(en)                       |
| --- | -------- | --------------------------- | ------ | -------------- | ----------------- | ----------------- | ---------------------------------- |
| 1   |          | Hugo Schiltz (1927-2006)    |        | VU             | 22 december 1981  | 10 december 1985  | Geens I                            |
| 2   |          | Louis Waltniel (1925-2001)  |        | PVV            | 10 december 1985  | 18 oktober 1988   | Geens II, III                      |
| 3   |          | Gaston Geens (1931-2002)    |        | CD&V           | 18 oktober 1988   | 21 januari 1992   | Geens IV                           |
| 4   |          | Wivina Demeester (1943)     |        | CD&V           | 21 januari 1992   | 13 juli 1999      | Van den Brande I, II, III, IV      |
| 5   |          | Patrick Dewael (1955)       |        | VLD            | 13 juli 1999      | 3 juli 2002       | Dewael                             |
| 6   |          | Dirk Van Mechelen (1957)    |        | VLD / Open Vld | 3 juli 2002       | 13 juli 2009      | Dewael, Somers, Leterme, Peeters I |
| 7   |          | Philippe Muyters (1961)     |        | N-VA           | 13 juli 2009      | 25 juli 2014      | Peeters II                         |
| 8   |          | Annemie Turtelboom (1967)   |        | Open Vld       | 25 juli 2014      | 29 april 2016     | Bourgeois                          |
| 9   |          | Bart Tommelein (1962)       |        | Open Vld       | 4 mei 2016        | 31 december 2018  | Bourgeois                          |
| 10  |          | Lydia Peeters (1969)        |        | Open Vld       | 9 januari 2019    | 2 oktober 2019    | Bourgeois, Homans                  |
| 11  |          | Matthias Diependaele (1979) |        | N-VA           | 2 oktober 2019    | 30 september 2024 | Jambon                             |
| 12  |          | Ben Weyts (1970)            |        | N-VA           | 30 september 2024 | heden             | Diependaele                        |